# لینگبو اسپورت اسکلاب
لینگبو اسپورت اسکلاب، یک باشگاه چند ورزشی نروژی از برگن است، دارای بخش‌هایی برای فوتبال انجمنی و هندبال تیمی است و قبلاً بخش‌هایی برای والیبال، جهت‌یابی و دو و میدانی داشته است.

تیم فوتبال مردان در دسته سوم، دسته چهارم فوتبال نروژ بازی می‌کند. پس از بازی در رده سوم، لینگبو در سال ۱۹۹۲ سقوط کرد و از ۱۹۹۳ تا ۱۹۹۶، ۱۹۹۸ تا ۲۰۱۰ و ۲۰۱۴ تا ۲۰۱۶ در دسته سوم حضور داشت. آنها با پیروزی در گروه چهارم خود در سال ۲۰۲۱، برای صعود به مرحله پلی آف رفتند، اما در مقابل مخالفت خود تسلیم شدند. در سال ۲۰۲۳، آنها در گروه خود دوم شدند و پس از پیروزی در گروه خود در دسته چهارم ۲۰۲۴، لینگبو بدون نیاز به صعود به مرحله پلی آف، صعود کردند.
تیم فوتبال زنان در دسته سوم بازی می‌کند و در سال ۲۰۲۴ در گروه خود دوم شد.